# Skippy
Skippy és una de les primeres pel·lícules nominades a l'Oscar a la millor pel·lícula, el 1931. El guionistes foren Joseph L. Mankiewicz, Don Marquis, Norman Z. McLeod i Sam Mintz, que està basat en la tira de premsa Skippy de Percy Crosby.
La pel·lícula va ser protagonitzada per Jackie Cooper, Robert Coogan, Mitzi Green i Jackie Searl. El director Norman Taurog va guanyar l'Oscar a la millor direcció. La pel·lícula va servir d'inspiració per a Sooky, que era el nom del personatge interpretat per Robert Coogan. La pel·lícula, de Paramount Pictures, es va estrenar el 5 d'abril de 1931.

## Argument
Skippy (Jackie Cooper) és el fill de 9 amys del rigorós doctor Herbert Skinner (Willard Robertson) i la seva dona Ellen (Enid Bennett). Skippy no para de fer el trapella. El seu nou amic Sooky, un nen pobre, l'acompanya en les seves aventures.

## Repartiment
- Jackie Cooper com a Skippy Skinner.
- Robert Coogan com a Sooky Wayne.
- Mitzi Green com a Eloise.
- Jackie Searl com a Sidney.
- Willard Robertson com a Dr. Herbert Skinner
- Enid Bennett com a Sra. Ellen Skinner.
- Donald Haines com a Harley Nubbins.
- Jack Rube Clifford com a Sr. Nubbins, Dog-Catcher.
- Helen Jerome Eddy com a Sr. Wayne
- Guy Oliver com a Dad Burkey.